# Oligoxenomyia radicis
Oligoxenomyia radicis är en tvåvingeart som beskrevs av Ephraim Porter Felt 1927. Oligoxenomyia radicis ingår i släktet Oligoxenomyia och familjen gallmyggor. Inga underarter finns listade i Catalogue of Life.